# Antaea jaraguana
Antaea jaraguana är en fjärilsart som beskrevs av John G. Franclemont 1942. Antaea jaraguana ingår i släktet Antaea och familjen tandspinnare. Inga underarter finns listade i Catalogue of Life.